# 住田町コミュニティバス
住田町コミュニティバス（すみたちょうコミュニティバス）は、岩手県気仙郡住田町内を中心に運行する自治体バス（廃止代替バス）である。運行経路図・運賃表・時刻表は住田町公式ウェブサイトで提供している。
日曜・祝日および年末年始の12月31日から1月3日は、全路線が運休となる。一部区間でフリー乗降区間（自由乗降区間）を設定しており、その区間内ではバス停留所（バス停）以外の場所でも運転手に意思を示すことでコミュニティバスに乗り降りできるフリー乗降制が適用される。

## 概要
住田町内を運行するバス路線は、2004年（平成16年）3月末のJRバス東北の「遠野本線」廃止後、岩手県交通と住田交運が廃止代替バス路線の運行を提供していた。
しかし、岩手県交通が2010年（平成22年）4月のダイヤ改正で、陸前高田住田線（県立高田病院 - 八日町）の起終点を住田町世田米の川口停留所までに短縮し、川口から八日町（同町上有住）までの区間の運行を廃止すること、また急行盛岡大船渡線の小股・荷沢峠経由（小友回り）の便を廃止し、赤羽根峠経由（遠野駅回り）に一本化することが予告された。それにともない住田交運が運行する遠野住田線（八日町 - 遠野駅）にも見直しの必要性が生じ、またダイヤ改正によって手薄となる有住地区における公共交通アクセスの確保を町は問われることとなった。
町は住民との間の意見交換をもとに、路線バスの空白地帯となる上有住地区での町営バス運行を柱とする交通体系見直し計画案をまとめ、地域公共交通会議に諮り、会議は原案通り認めた。それによると、町がコミュニティバス2路線（川口上有住駅線および八日町遠野駅線）の運行を実施。川口上有住駅線については陸前高田住田線の新たな終点となる川口から八日町を廻って上有住駅までを運行し、八日町遠野駅線については住田交運の運行する現行の「遠野住田線」をそのまま踏襲し、八日町 - 遠野駅を運行することになった。また、「沢」（下有住の火の土地区や上有住の新田地区などを指す）の住民を対象に提供してきた患者輸送車を廃止し、代わりに当該地区については川口上有住駅線を週1回・2便程度、迂回運行させることとした。
その後、町コミュニティバスの路線は2020年（令和2年）に役場中井線を加え、2023年（令和5年）に陸前高田住田線の土曜代替運行を開始した。
住田町コミュニティバスは、交通空白地有償運送として東岩市交第14号（平成22年4月1日登録）で認可された自家用有償旅客運送の運行主体である住田町によって運営されている。バスの運行業務は、町から住田交運に業務委託されている。

## 沿革
- 2010年（平成22年）4月1日 - 運行を開始（1年間は実証運行）[15]。
- 2011年（平成23年）4月 - 同年3月11日に発生した東日本大震災に対応し、4月1日から4月23日まで川口上有住駅線を住田地域診療センターより陸前高田市「鳴石団地・十八ストアー前」まで延伸して運行、被災者の通院や生活を支援した[16][17]。
- 2019年（平成31年）4月：住田町役場前にバス停留所を新設[18]。
- 2020年（令和2年）10月1日、「役場中井線」の運行を開始。火曜日と金曜日のみ運行[19][20]。岩手県交通の「中井線」が2020年9月末で廃止となったため代替運行[注 3]。
- 2023年（令和5年）4月8日、「陸前高田住田線」の運行を開始。土曜日のみ[24]。前年10月より岩手県交通の陸前高田住田線が土曜・日曜・祝日運休となったため代替運行[25][注 4]。

## 路線
最新の路線情報、運休情報は住田町公式ウェブサイトを参照すること。

### 川口上有住駅線
川口上有住駅線はダイヤ改正が多い。時間帯によって起点・終点が異なり、行き先は〈下り〉の上有住駅行き・上有住集会センター行き、〈上り〉の住田町役場行き・川口行きの各2種類がある。また、曜日によって桧山経由、奥火の土経由、横川経由、新田経由、新切・町道経由が存在する。（いずれも2022年11月1日現在。）
- 経路: 住田町役場 - 地域診療センター - 大崎 − 世田米駅 - 満蔵寺前 - 本町（） - 清水沢 - 小田前（） − 小府金（） - 垣の袖（） - 川口 − 向川口（） - 天風（） - 竹ノ原 - 〈奥火の土（） - 横川 - 火の土公民館 - 大畑野〉〈高瀬（町道） - 中山（町道）〉 - 高瀬（国道） - 中山（国道） - 下有住 - 十文字 - 〈新田山集会所 - 新田（） - 新切（）〉〈奥新切 - 新切公民館 - 新切〉 - 根岸 - 中井田 - 葉山 - 〈有住保育園〉 − 上有住地区公民館 - 八日町 - 上有住集会センター - 天獄（） - 小松 - 下寒倉（） - 金の倉 - 中埣（） - 〈桧山〉 - 土倉（） - 大祝（） - 大洞 - 上有住駅 （※〈〉区間は曜日・時刻により途中経由地が異なる）[注 5]
- 経路: 川口 - 竹ノ原 - 〈奥火の土/横川 - 火の土公民館〉 - 高瀬 - 中山 - 下有住 - 〈新田山集会所/奥新切 - 新切公民館〉 - 上有住地区公民館 - 上有住集会センター （※〈〉区間は曜日により途中経由地が異なる）
- 経路: 上有住地区公民館 - 上有住集会センター - 中埣 - 土倉 - 上有住駅
- 経路: 川口 - 竹ノ原 - 高瀬 - 中山 - 下有住 - 上有住地区公民館 - 上有住集会センター - 中埣 - 土倉 - 上有住駅
- 経路: 川口 - 竹ノ原 - 高瀬 - 中山 - 下有住 - 上有住地区公民館 - 上有住集会センター
- 経路: 住田町役場 - 地域診療センター - 世田米駅 - 向川口 - 竹ノ原 - 高瀬 - 中山 - 下有住 - 上有住地区公民館 - 上有住集会センター - 中埣 - 土倉 - 上有住駅

  - 土曜・日曜・祝日は運休（2022年11月1日現在）[3][注 6]
  - 曜日により経由する停留所が異なる（2022年11月1日現在）
  - 上有住集会センターから上有住駅までの区間の最終便は、夏ダイヤ・冬ダイヤが存在する（2023年4月末現在）
  - 自由乗降区間（フリー乗降区間）：向川口 - 上有住駅 区間[31]
  - 住田町所有の白ナンバー車両2台（うち1台はトヨタ・ハイエースである）が主に使用される[32][33][34]

### 八日町遠野駅線
- 経路: 上有住集会センター - 八日町 - 上有住支所前 - 馬場野橋 - 恵蘇（） - 上家（） - 西野 - 五合畑（） - 船作（） - 赤羽根峠 - 岩手平倉 - 上平野原 - 下平野原 - 館下 - 切掛 - 上郷町 - 岩手上郷 - 伊原 - 赤川橋 - 関口 - 中沢 - 青笹駅前 - 関田橋 - 岩手前川原 - 下前川原 - 飯豊口 - 八幡向 - 県立遠野病院前 - 白岩 - 上早瀬橋 - 上組町 - 穀町 - とぴあ前 - 遠野駅[注 7]
  - 1日2便（2往復）、日曜・祝日は運休（2023年4月末現在）[3]
  - 自由乗降区間（フリー乗降区間）：八日町 - 下前川原 区間[31]
  - 受託事業者の住田交運が所有する緑ナンバー車が使用される[33]

### 役場中井線
- 経路: 住田町役場 - 地域診療センター - 大崎 - 世田米駅前 - 満蔵寺前 - 本町 - 清水沢 - 小田前 - 小府金 - 垣の袖 - 川口 - 住田高校前 - 柏里（） - 上柏里 - 小股 - 大股（） - 下大股 - 大股中井[注 8]
  - 1日2便（2往復）、火曜・金曜のみ運行（2023年4月末現在）[3]
  - 自由乗降区間（フリー乗降区間）：住田町役場 - 住田高校前、小股 - 大股中井 区間[20]

### 陸前高田住田線
- 経路: 住田高校前 - 川口 - 垣の袖 - 小府金 - 小田前 - 清水沢 - 世田米本町（） - 満蔵寺前 - 世田米駅前 - 世田米大崎 - 地域診療センター〈※停車なし〉 - 火石住宅（）前 - 和山 - 山谷（） - 田谷（）前 - 窪田 - 田畑沢 - 槻沢 - 南行 - 舞出口 - 鹿野 - 岩手横田 - 狩集 - 金成口 - 長徳寺前 - 西宿 - 堂の沢 - 壺ノ沢 - 廻館橋 - 竹駒駅前 - 仲の沢 - 見世前 - 県営栃ヶ沢アパート - 高田第一中学校前 - 陸前高田駅 - アバッセたかた前 - 高田高校前 - 高田病院前〈※停車なし〉 - 中田団地前 - イオンSuC陸前高田（イオンスーパーセンター陸前高田）[注 9]
  - 1日2便（2往復）、土曜日のみ運行（土曜日が祝日の場合は運休）[38]
    - 土曜日以外の平日は、陸前高田市が同経路でバスを運行し（運行委託は奥州交通・碁石観光）、地域診療センターおよび高田病院前停留所でも停車する。

  - 運賃は大人 200円、小児・高校生以下 100円、未就学幼児 無料、の固定制[38]。
  - 自由乗降区間（フリー乗降区間）：舞出口 - 金成口 区間[38]

住田高校前から田畑沢までの区間が住田町内である。槻沢停留所以南は陸前高田市内であり、陸前高田住田線の土曜運行には陸前高田市も費用負担をおこなっている。土曜日に住田町コミュニティバスを2往復させた場合の陸前高田市側の年間負担額は100万円（2023年3月現在）と見込まれている。

## 運賃
- 初乗り料金を100円とし、後述の乗車エリアを越えるごとに100円を上乗せする運賃方式（小学生以下は半額）を採用している[2]。
- ただし、八日町遠野駅線の岩手平倉から遠野駅の区間は、住田交運が定める旧来の対キロ区間制の運賃を採用している[2]。
- 町コミュニティバス路線間の乗り継ぎ利用については「乗り継ぎ券」の発行を受けることで100円の割引が適用される[39]。
- 陸前高田住田線の土曜運行については、大人200円の固定運賃となっている[38]。

### 乗車エリアの範囲について
※乗車したエリアの数によって100円ずつ加算される（2023年4月末現在）。
- 下有住エリア：川口 - 十文字 区間
- 上有住エリア：十文字 - 小松 - 西野 区間
- 五葉エリア：小松 - 土倉 区間
- 上有住駅エリア：土倉 - 上有住駅 区間
- 坂本エリア：西野 - 岩手平倉 区間
- 火の土エリア：高瀬 - 奥火の土 区間
- 新切新田エリア：十文字 - 奥新切 - 新田山集会センター 区間
- 世田米エリア：住田町役場 - 川口 区間
- 大股エリア：川口 - 大股中井 区間[20]

## その他
- 2010年（平成22年）4月から一年間の実証運行期間内に利用状況の調査やアンケートなどを実施し、その結果を踏まえて、再度経路や運行ダイヤ・運賃を見直した上で翌年度（平成23年度）からの本格運行に移行する予定となっていた[15]。2011年（平成23年）3月4日には翌4月からの本格運行が予定されているとの地元紙報道が出たが[13]、3月11日に東日本大震災が起きた。

### 住田町内にかつて存在したバス路線
- 遠野本線（国鉄バス・JRバス東北）：陸前高田駅 - 遠野駅区間。1947年（昭和22年）開業、2004年（平成16年）廃止。
- 大洞線（国鉄バス・JRバス東北）：八日町 - 上有住駅区間。1950年（昭和25年）開業、1991年（平成3年）廃止[要出典]。
- 大船渡水沢線（岩手県交通）：大船渡 - 世田米 - 大股 - 種山ヶ原 - 水沢江刺駅 - 水沢駅 区間[40]。2006年（平成18年）3月末廃止[要出典]。
- 遠野住田線（住田交運）：旧遠野本線のうち岩手八日町 - 遠野駅区間の代替運行路線。2010年（平成22年）4月、町コミュニティバス「八日町遠野駅線」に代替[15]。
- 八日町上有住線（住田交運）：旧大洞線の代替運行路線。2010年（平成22年）4月、町コミュニティバス「川口上有住駅線」に代替[15]。
- 中井線（岩手県交通）：県立大船渡病院 - 盛駅前 - 日頃市駅前 - 世田米駅前 - 大股中井区間[41]。2020年9月末廃止[42]。